# ラパ・ヌイ国立公園
ラパ・ヌイ国立公園(―こくりつこうえん)は、チリの本土から太平洋へ西に約3,700km沖に浮かぶイースター島にあるチリの国立公園。ユネスコの世界遺産（文化遺産）に登録されている。

## 概要
ラパ・ヌイは、先住民の言葉で大きい島という意味である。イースター島に残るモアイ像が有名である。モアイは約900体が残っているがその殆どは、16世紀から17世紀に起きた部族抗争で破壊されてしまった。7世紀から1,000年にわたって作られたモアイ像は部族の長の姿を表したのだと云われている。モアイ以外にも、洞窟内の壁画や住居跡などラパ・ヌイ文化を示すものも含まれている。

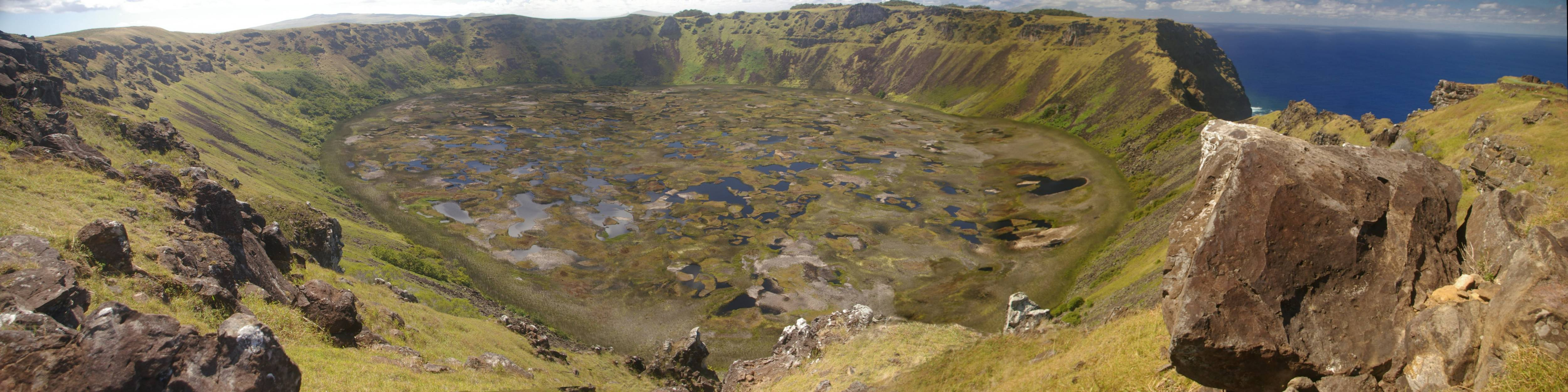
ラノ・カウ火山のカルデラ湖

## 世界遺産登録基準
この世界遺産は世界遺産登録基準のうち、以下の条件を満たし、登録された（以下の基準は世界遺産センター公表の登録基準からの翻訳、引用である）。
- (1) 人類の創造的才能を表現する傑作。
- (3) 現存するまたは消滅した文化的伝統または文明の、唯一のまたは少なくとも稀な証拠。
- (5) ある文化（または複数の文化）を代表する伝統的集落、あるいは陸上ないし海上利用の際立った例。もしくは特に不可逆的な変化の中で存続が危ぶまれている人と環境の関わりあいの際立った例。